# Джеймі Бейкер
Джеймі Бейкер (англ. Jamie Baker, нар. 31 серпня 1966, Непін) — колишній канадський хокеїст, що грав на позиції центрального нападника.

## Ігрова кар'єра
Хокейну кар'єру розпочав 1985 року.
У додатковому Драфті 1988 року був обраний під 8-м загальним номером командою «Квебек Нордікс». 
Протягом професійної клубної ігрової кар'єри, що тривала 11 років, захищав кольори команд «Квебек Нордікс», «Оттава Сенаторс», «Сан-Хосе Шаркс», «Торонто Мейпл-Ліфс» та ГІФК.

## Інше
Працює аналітиком на матчах «Сан-Хосе Шаркс».

## Статистика
| Сезон        | Клуб                     | Ліга         | Регулярний сезон | Регулярний сезон | Регулярний сезон | Регулярний сезон | Регулярний сезон | Плей-оф | Плей-оф | Плей-оф | Плей-оф | Плей-оф |
| Сезон        | Клуб                     | Ліга         | І                | Г                | П                | О                | ШХ               | І       | Г       | П       | О       | ШХ      |
| ------------ | ------------------------ | ------------ | ---------------- | ---------------- | ---------------- | ---------------- | ---------------- | ------- | ------- | ------- | ------- | ------- |
| 1985–86      | Університет Сент-Лоуренс | НКАА         | 31               | 9                | 16               | 25               | 52               | —       | —       | —       | —       | —       |
| 1986–87      | Університет Сент-Лоуренс | НКАА         | 32               | 8                | 24               | 32               | 59               | —       | —       | —       | —       | —       |
| 1987–88      | Університет Сент-Лоуренс | НКАА         | 38               | 26               | 28               | 54               | 44               | —       | —       | —       | —       | —       |
| 1988–89      | Університет Сент-Лоуренс | НКАА         | 13               | 11               | 16               | 27               | 16               | —       | —       | —       | —       | —       |
| 1989–90      | «Галіфакс Цитаделс»      | АХЛ          | 74               | 17               | 43               | 60               | 47               | 6       | 0       | 0       | 0       | 7       |
| 1989–90      | «Квебек Нордікс»         | НХЛ          | 1                | 0                | 0                | 0                | 0                | —       | —       | —       | —       | —       |
| 1990–91      | «Галіфакс Цитаделс»      | АХЛ          | 50               | 14               | 22               | 36               | 85               | —       | —       | —       | —       | —       |
| 1990–91      | «Квебек Нордікс»         | НХЛ          | 18               | 2                | 0                | 2                | 8                | —       | —       | —       | —       | —       |
| 1991–92      | «Галіфакс Цитаделс»      | АХЛ          | 9                | 5                | 0                | 5                | 12               | —       | —       | —       | —       | —       |
| 1991–92      | «Квебек Нордікс»         | НХЛ          | 52               | 7                | 10               | 17               | 32               | —       | —       | —       | —       | —       |
| 1992–93      | «Оттава Сенаторс»        | НХЛ          | 76               | 19               | 29               | 48               | 54               | —       | —       | —       | —       | —       |
| 1993–94      | «Сан-Хосе Шаркс»         | НХЛ          | 65               | 12               | 5                | 17               | 38               | 14      | 3       | 2       | 5       | 30      |
| 1994–95      | «Сан-Хосе Шаркс»         | НХЛ          | 43               | 7                | 4                | 11               | 22               | 11      | 2       | 2       | 4       | 12      |
| 1995–96      | «Сан-Хосе Шаркс»         | НХЛ          | 77               | 16               | 17               | 33               | 79               | —       | —       | —       | —       | —       |
| 1996–97      | «Торонто Мейпл-Ліфс»     | НХЛ          | 58               | 8                | 8                | 16               | 28               | —       | —       | —       | —       | —       |
| 1997–98      | «Чикаго Вулвс»           | ІХЛ          | 53               | 11               | 34               | 45               | 80               | 22      | 4       | 5       | 9       | 42      |
| 1997–98      | «Торонто Мейпл-Ліфс»     | НХЛ          | 13               | 0                | 5                | 5                | 10               | —       | —       | —       | —       | —       |
| 1998–99      | «Сан-Хосе Шаркс»         | НХЛ          | 1                | 0                | 1                | 1                | 0                | —       | —       | —       | —       | —       |
| 1998–99      | ГІФК                     | СМ-Л         | 11               | 1                | 5                | 6                | 22               | —       | —       | —       | —       | —       |
| Усього в НХЛ | Усього в НХЛ             | Усього в НХЛ | 404              | 71               | 79               | 150              | 271              | 25      | 5       | 4       | 9       | 42      |